# Challenger de San Benedetto 2015
El torneo San Benedetto Tennis Cup 2015 es un torneo profesional de tenis. Pertenece al ATP Challenger Series 2015. Se disputó su 11.ª edición sobre superficie tierra batida, en San Benedetto del Tronto, Italia entre el 11 y el 19 de julio de 2015.

## Jugadores participantes del cuadro de individuales
| Favorito | País                            | Jugador              | Rank1 | Posición en el torneo |
| -------- | ------------------------------- | -------------------- | ----- | --------------------- |
| 1        | Bandera de España               | Daniel Gimeno-Traver | 63    | Primera ronda         |
| 2        | Bandera de España               | Albert Ramos-Viñolas | 65    | CAMPEÓN               |
| 3        | Bandera de Francia              | Benoît Paire         | 68    | Primera ronda, retiro |
| 4        | Bandera de Bosnia y Herzegovina | Damir Džumhur        | 88    | Segunda ronda         |
| 5        | Bandera de Italia               | Paolo Lorenzi        | 89    | Cuartos de final      |
| 6        | Bandera de Eslovenia            | Blaž Rola            | 93    | Primera ronda         |
| 7        | Bandera de Italia               | Luca Vanni           | 113   | Primera ronda         |
| 8        | Bandera de Argentina            | Máximo González      | 115   | Primera ronda         |

- 1 Se ha tomado en cuenta el ranking del 29 de junio de 2015.

### Otros participantes
Los siguientes jugadores recibieron una invitación (wild card), por lo tanto ingresan directamente al cuadro principal (WC):
- Edoardo Eremin
- Alessandro Giannessi
- Stefano Napolitano
- Daniel Gimeno-Traver

Los siguientes jugadores ingresan al cuadro principal tras disputar el cuadro clasificatorio (Q):
- Toni Androić
- Salvatore Caruso
- Lorenzo Giustino
- Michael Linzer

## Campeones

### Individual Masculino
- Albert Ramos-Viñolas derrotó en la final a  Alessandro Giannessi, 6-2, 6-4.

### Dobles Masculino
- Dino Marcan /  Antonio Šančić derrotaron en la final a  César Ramírez /  Miguel Ángel Reyes-Varela, 6-3, 6-7(10-12), [12-10]